# Вудс, Айван
А́йван Вудс (англ. Ivan Woods; род. 31 декабря 1976, Торонто) — мальтийский футболист, нападающий. Тренер клуба «Слима Уондерерс».

## Карьера

### Клубная
Один из лучших бомбардиров мальтийского чемпионата участвовал в больше двухстах матчах, забил больше ста мячей.

### В сборной
Игрок сборной Мальты. Дебют 11 декабря 2003 в матче против сборной Польши.

#### Голы за сборную
| #  | Дата            | Место  | Соперник          | Результат | Турнир            |
| -- | --------------- | ------ | ----------------- | --------- | ----------------- |
| 1. | 17 августа 2005 | Мальта | Северная Ирландия | 1:1       | Товарищеский матч |

## Достижения
- Чемпион Мальты (3): 1996/97, 1997/98, 1998/99
- Обладатель Кубка Мальты (3): 1994/95, 1995/96, 1996/97